# Bosselle
Cet article possède des paronymes, voir Bosel et Bossel.
La bosselle est un panier de pêche en forme de L, chaque branche du L étant composée de 9 montants en bois de châtaignier. Elle est produite en  Bretagne, dans le pays de Redon et les marais de Vilaine, afin de pêcher l’anguille et le garciau (anguille à ventre jaune). Mais l’interdiction de ce type de pêche et l’évolution du marais font que cet outil est aujourd’hui peu utilisé et de moins en moins fabriqué.
Le savoir-faire vannier de la fabrication d’une bosselle est inscrit à l’Inventaire du patrimoine culturel immatériel en France. Il tend aujourd’hui à disparaitre puisqu’il n’est pas enseigné de façon officielle. De plus, l’activité de pêche à laquelle il est associé tend elle aussi à disparaître.

## Fabrication d’une bosselle
La fabrication d’une bosselle dure environ deux jours. En effet, l’usage du bois de châtaignier impose beaucoup de contraintes, dont une qui prend beaucoup de temps : ramasser le bois peu de temps avant l’assemblage et écorcer et fendre les perches au fur et à mesure du montage, pour permettre au bois de conserver une souplesse optimale. La fabrication d’une bosselle commence par la fabrication de la garde, col par lequel entrent les anguilles et dispositif anti-retour pour les poissons. Les montants de la première manche sont ensuite installés et  cette première partie du L est tressée. Le vetin est ensuite fabriqué. Il s’agit du passage qui mène à la seconde manche. Cette dernière est ensuite montée et tressée sur le modèle de la première. Les bordures sont simplement coupées. Si l’on souhaite apposer une attache à la bosselle, elle se place en bout de manche, autour du col. Elle est constituée d’un brin d’osier tourné sur lui-même.

### Variante: la teusselle
La teusselle est utilisée dans les rivières en période de crue. C’est un réservoir en osier semblable à la bosselle qui canalise le poisson, auquel est accroché un filet qui retient l’animal prisonnier.